# Evan Lysacek
Evan Frank Lysacek (Chicago, 4 de junio de 1985) es un patinador estadounidense. Es el campeón olímpico de 2010, campeón del mundo de 2009, campeón de los Cuatro Continentes en el 2005 y 2007, campeón nacional de EE. UU. en el 2007 y 2008, y campeón de la final del Grand Prix de patinaje artístico sobre hielo en la temporada 2009/2010.
Lysacek también representó a los EE. UU. en los Juegos Olímpicos de Invierno de 2006, donde se colocó cuarto en la categoría de patinaje individual masculino.
El Comité Olímpico de Estados Unidos lo nombró deportista del año en 2010. Además, ha sido condecorado con el prestigioso premio James E. Sullivan al mejor atleta amateur de EE. UU. de 2010.

## Biografía
Evan Lysacek nació en Chicago, Illinois, y creció en Naperville, Illinois. Su madre, Tanya, es profesora sustituta en Naperville, y su padre, Don, empresario de la construcción. Tiene una hermana mayor, Laura, y otra menor, Cristina, quien formó parte del equipo de voleibol de los Estados Unidos. Su primo Cole Chason era punter con los Clemson Tigers. Lysacek se graduó en el instituto Neuquén Valley en 2003. Durante la secundaria, Lysacek fue miembro de la lista de honor y obtuvo varios premios por su rendimiento académico, incluyendo el Premio Presidencial por Excelencia Académica en 1999.
Lysacek tiene ascendencia italiana y checa; su bisabuelo František Lysacek, emigró de Checoslovaquia a Chicago en 1925. Es cristiano ortodoxo griego, y ha declarado que una de sus posesiones más preciadas es su cruz ortodoxa. Usa la marca de patines Graf.
Lysacek se mudó a Los Ángeles, California, en 2003 después de finalizar su educación secundaria. Se entrena en el Toyota Sports Center en El Segundo. También posee una vivienda en Las Vegas.
Lysacek ha tomado clases de actuación en la Escuela de Artes Profesionales en Beverly Hills. Apareció en el corto de patinaje Skate Great!, interpretando a un medallista olímpico ruso. Lysacek utiliza el ashtanga vinyasa yoga como ejercicio de acondicionamiento físico.

## Carrera
Lysacek empezó a patinar a los ocho años. Su abuela siempre había deseado participar en el espectáculo de patinaje sobre hielo Ice Capades y por esto le compró unos patines por Navidad. En un principio quería jugar al hockey, por lo que su madre lo matriculó a él y a su hermana Laura en clases de patinaje artístico para aprender a patinar. Lysacek no tardó en competir como patinador artístico.

### Inicios de su carrera
En 1996, Lysacek ganó el título nacional de los EE. UU. en el nivel juvenil. En 1997, ascendió hasta el nivel intermedio y obtuvo la medalla de estaño (cuarto lugar) en los Juegos Olímpicos Júnior, después de ganar las competiciones clasificatorias al nivel regional y seccional. En 1998 no logró clasificarse para el Campeonato Nacional en el nivel novato, pero el año siguiente ganó el título nacional en esta categoría, a los trece años.

### Carrera júnior

#### Temporada 1999/00
En la temporada 1999-2000, Lysacek hizo su debut internacional en la categoría júnior compitiendo en el circuito del Grand Prix. Logró el séptimo puesto en su primer evento y ganó el segundo. Fue el tercer suplente para la final.
En los campeonatos de EE. UU. de 2000, Lysacek obtuvo el título de campeón júnior, con el quinto lugar en el programa corto y el primero en el programa libre. Fue así el primer patinador desde Terry Kubicka que ganó consecutivamente los títulos novato y júnior en patinaje masculino. La victoria en la categoría júnior fue inesperada, pues Lysacek ascendió del tercer al primer puesto en la clasificación general, de acuerdo a la sección de las reglas destinada a romper los empates técnicos en el sistema de puntuación ordinal «6,0», en uso entonces. Después de esta victoria, fue seleccionado para participar en la competición Gardena Spring Trophy de 2000 en Ortisei, donde ganó la medalla de plata en la categoría juvenil.

#### Temporada 2000/01
Lysacek obtuvo importantes éxitos en la temporada 2000-2001. Compitió en su segunda temporada en el circuito júnior del Grand Prix y ganó dos medallas de plata, lo cual le clasificó en séptimo lugar para la final, donde acabó octavo.
Participó por primera vez en la categoría sénior en el Campeonato de EE. UU. de 2001, colocándose 12.º a los 15 años. Lysacek fue nombrado segundo suplente para el equipo de EE. UU. en el Campeonato Mundial Júnior de 2001 y participó en este al retirarse Ryan Bradley por lesión. Lysacek patinó los dos programas sin errores y quedó en segundo lugar, detrás de su compatriota Johnny Weir, logrando así los Estados Unidos una medalla de oro y plata en el podio mundial júnior por primera vez desde 1987.

#### Temporada 2001/02
Al inicio de la siguiente temporada Lysacek tuvo que tratarse varias lesiones, incluyendo una fractura de costillas, lo que conllevó una pérdida de entrenamiento. Después de los atentados terroristas del 11 de septiembre de 2001 en Nueva York la Asociación de Patinaje Artístico de los Estados Unidos canceló la competición del Grand Prix Júnior que se celebraba en Arizona y no permitió que sus patinadores de la categoría júnior compitieran en el resto de competiciones de la serie por razones de seguridad. En los campeonatos de EE. UU. de 2002, Lysacek repitió su 12.º puesto del año anterior y no se le seleccionó para tomar parte en el Campeonato Mundial Júnior de 2002. Participó en el Triglav Trophy de 2002 en abril, donde ganó la medalla de oro en la categoría júnior.

#### Temporada 2002/03
En la temporada 2002/03 Lysacek cambió su dieta y sus hábitos de entrenamiento. Compitió de nuevo en el circuito del Grand Prix júnior y fue el cuarto clasificado para la final tras ganar dos medallas de plata en los eventos clasificatorios. Obtuvo el quinto puesto en la final. Más tarde alcanzó su objetivo de estar entre los diez primeros patinadores en el Campeonato de Estados Unidos, al acabar en séptimo lugar en esta competición.
Lysacek fue el tercer sustituto para el Campeonato de los Cuatro Continentes de 2003, donde tomó parte después de la retirada de otros patinadores. Se clasificó décimo en este evento, que supuso su debut internacional sénior. También fue convocado al equipo mundial júnior de 2003; tras retirarse Parker Pennington, Lysacek fue el único patinador de los Estados Unidos masculino en esta competición. Consiguió realizar el primer triple axel sin errores de su carrera en la ronda clasificatoria de esta competición y el segundo, en el programa libre.

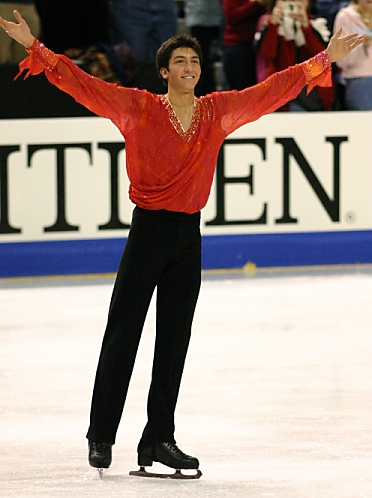
Lysacek en el Campeonato de los Cuatro Continentes de 2004

#### Temporada 2003/04
Después de finalizar su educación secundaria en 2003, Lysacek se trasladó a California y comenzó a entrenarse con Ken Congemi y Frank Carroll en El Segundo. Bajo la tutela de Congemi y Carroll, Lysacek ganó tanto sus dos competiciones clasificatorias en el Grand Prix Júnior como la final. Acabó quinto en el Campeonato de EE. UU. de 2004. En el Campeonato de los Cuatro Continentes de 2004 ganó la medalla de bronce, su primera medalla sénior internacional. También participó en el Campeonato del Mundo Júnior de 2004, donde ganó la medalla de plata.

### Carrera sénior

#### Temporada 2004/05
En la temporada 2004-2005, Evan Lysacek ya no pudo competir en la categoría júnior al haber superado los 19 años de edad. Inició la temporada en la serie del Grand Prix participando en Skate America con una lesión en la cadera y terminó en el quinto lugar. Repitió ese puesto un par de semanas más tarde, en la Copa de Rusia de 2004. En los campeonatos de EE. UU. de 2005, ganó la medalla de bronce después de recibir el único 6,0 de su carrera en el programa corto. También ganó su primer título internacional sénior en el Campeonato de los Cuatro Continentes de 2005 y ganó una medalla de bronce en su primer Campeonato del Mundo, una competición para la que su meta había sido tan solo clasificarse para el programa libre.

#### Temporada 2005/06
En la temporada 2005-2006 Lysacek compitió de nuevo en el Grand Prix. Terminó en segundo lugar en el Skate America de 2005, pero su programa libre de Grease le estaba causando dificultades continuamente. Lysacek y su entrenador Frank Carroll tomaron la decisión de realizar un nuevo programa para esta fase de la competición. Patinó el nuevo programa, con música de la ópera Carmen, en el Trofeo NHK de 2005, donde acabó en segundo lugar. Fue el único estadounidense que se clasificó para la final del Grand Prix en la categoría masculina, pero se tuvo que retirar antes del evento a causa de una bursitis y tendinitis de cadera.
En los campeonatos de EE. UU. de 2006, que eran el evento clasificatorio olímpico de facto, Lysacek fue tercero en el programa corto, pero ganó el programa libre y terminó segundo en la clasificación general. Esta medalla de plata supuso su inclusión en el equipo olímpico junto con Johnny Weir y Matthew Savoie. En los Juegos Olímpicos, Lysacek enfermó de gastroenteritis después de obtener el 10.º lugar en el programa corto. Tuvo que recibir líquidos por vía intravenosa y no pudo practicar el programa libre. Aunque se planteó el abandono, decidió competir y realizó su mejor programa libre hasta la fecha, con ocho saltos triples. Quedó tercero en esta fase de la competición y cuarto en la general, separado de la medalla de bronce por siete puntos. Fue el comentarista en el programa Olympic Ice al día siguiente, con Scott Hamilton y María Carrillo.
Lysacek concluyó esta temporada ganando la medalla de bronce en el Campeonato Mundial en Calgary, Alberta. También tuvo problemas por enfermedad durante esta competición y se le tuvieron que administrar tres antibióticos diferentes para combatir una infección bacteriana, que en algún momento le hizo escupir sangre. Remontó desde el séptimo lugar en el programa corto hasta el tercer puesto gracias al programa libre. Tras acabar la temporada competitiva, Lysacek realizó una gira con Champions on Ice como miembro del elenco.

#### Temporada 2006/07

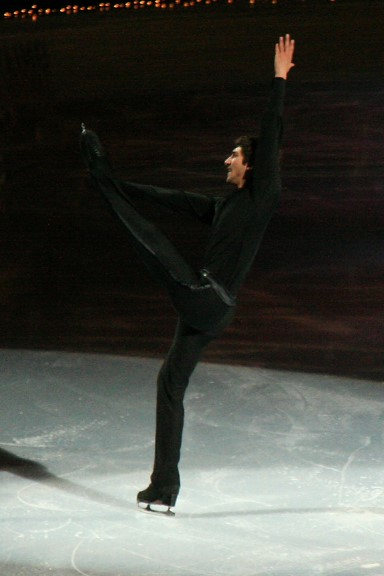
Lysacek, en el Skate America de 2006

Lysacek se colocó en segundo lugar en el Skate America de 2006. Dos semanas más tarde, ganó la medalla de oro en la Copa de China con un margen de 20 puntos y se clasificó por segunda vez consecutiva para la final de la serie. Sin embargo, se retiró de la competición antes del programa corto, debido a una lesión en la cadera.
Lysacek reanudó el entrenamiento unas pocas semanas más tarde. En el Campeonato de EE. UU. de 2007, realizó su primer programa corto limpio de la temporada, y consiguió aterrizar su primer toe-loop cuádruple en combinación en el programa largo. Ganó su primer título nacional sénior con esta actuación. Una semana más tarde, compitió en el Campeonato de los Cuatro Continentes de 2007. Aunque se encontraba en cuarta posición tras el programa corto, patinó mejor en el programa libre, logrando de nuevo el salto cuádruple en combinación, un nuevo récord personal en puntuación y su segundo título en esta competición.
En el Campeonato Mundial de 2007, Lysacek intentó por primera vez un salto cuádruple en combinación con un triple en el programa corto, pero el aterrizaje del cuádruple fue defectuoso y solo logró hacer un doble al final de la combinación. Obtuvo la quinta posición. En el programa libre realizó el cuádruple toe loop en la combinación pero de nuevo perdió el control del aterrizaje y no pudo finalizar la combinación. Realizó un doble loop en lugar del triple previsto y finalizó también en quinto lugar el programa libre y en la general.
Como en la temporada anterior, Lysacek estuvo de gira con Champions on Ice durante el verano de 2007.

#### Temporada 2007/08

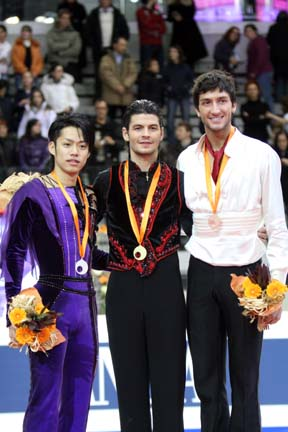
Lysacek, en el Campeonato de los Cuatro Continentes de 2008

Lysacek comenzó la temporada 2007-08 en el Skate America de 2007. En el programa corto se cayó en la combinación cuádruple toe loop-triple toe loop al no completar la rotación requerida antes de aterrizar y recibió sólo un punto por ese elemento. Ganó en el programa libre, consiguiendo un salto cuádruple limpio, pero fue incapaz de remontar a la primera posición general, debido a la ventaja de 12 puntos que le llevaba Daisuke Takahashi. En la Copa de China ganó el programa corto con 81,55 puntos, mejorando su marca personal por casi trece puntos. Perdió un puesto tras el programa libre después de sufrir una caída en un salto cuádruple y quedó segundo detrás de Johnny Weir. En la final del Grand Prix, Lysacek realizó un salto cuádruple en los dos programas y resultó tercero en ambos segmentos de la competición. Ganó la medalla de bronce con un nuevo récord personal de 229,78 puntos.
En el Campeonato de EE. UU. de 2008, Lysacek finalizó segundo en el programa corto y ganó el programa libre. Empató con Johnny Weir en la puntuación global, pero ganó el título en el desempate, consiguiendo su segundo título nacional. Su siguiente evento fue el Campeonato de los Cuatro Continentes de 2008, donde obtuvo el segundo lugar en el programa corto y el tercero en el programa libre, y terminó tercero. Lysacek también fue seleccionado para participar en el Campeonato Mundial. Una semana antes del evento, se vio obligado a retirarse debido a una lesión sufrida mientras intentaba un triple axel: una de las cuchillas se le desprendió de la bota y se fracturó el brazo izquierdo. Al finalizar la temporada, realizó una gira con Stars on Ice.

#### Temporada 2008/09
Lysacek ganó una medalla de bronce en las dos competiciones clasificatorias de la serie del Grand Prix de 2008: Skate America y Skate Canada International. Fue el segundo suplente para la final, en la que no llegó a tomar parte.
Terminó segundo en el programa corto del Campeonato de EE. UU de 2009, 2,81 puntos por detrás del líder Jeremy Abbott y 7,42 por delante del tercer clasificado, Parker Pennington. En el programa libre, Lysacek cayó al intentar un salto cuádruple en combinación y acabó cuarto en ese segmento de la competición. Ganó la medalla de bronce, con solo 0,60 puntos menos que el segundo clasificado Brandon Morz y 7,70 puntos por delante de Ryan Bradley. Lysacek fue seleccionado para representar a su país en el Campeonato de los Cuatro Continentes de 2009 y el Campeonato del Mundo de 2009.

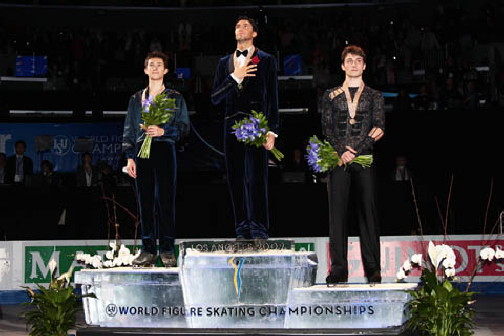
Lysacek, en el centro del podio del Campeonato del Mundo de 2009

En el Campeonato de los Cuatro Continentes, Lysacek fue segundo en el programa corto, 7,25 puntos por detrás del líder Patrick Chan. También obtuvo la segunda posición en el programa libre, con 7,46 puntos por detrás de Chan. Ganó la medalla de plata con un margen de 15,39 puntos sobre el medallista de bronce Takahiko Kozuka.
Lysacek también finalizó en segundo lugar el programa corto del Campeonato del Mundo, pero se hizo con el título al ganar el programa libre. Fue el primer patinador estadounidense en ganar el oro en esta competición desde Todd Eldredge, en 1996. Su posición, combinada con la de Brandon Mroz, dio a EE. UU tres plazas para el evento de patinaje masculino de los Juegos Olímpicos de 2010. En el Campeonato del Mundo, Lysacek compitió con una fractura de estrés en el pie izquierdo, lo que le impidió realizar el salto cuádruple. Durante el periodo de entretemporada, Lysacek estuvo dos meses sin patinar para que la herida se curase. Al final de la temporada, se le consideraba el favorito para ganar la medalla de oro en los siguientes Juegos Olímpicos. Durante la fase de entretemporada Lysacek estuvo de gira con Stars on Ice.

#### Temporada 2009/10
Lysacek inauguró esta temporada en la Copa de China, donde terminó tercero en el programa corto y segundo en el programa libre y ganó la medalla de plata. En el Skate America ganó los dos segmentos y consiguió la medalla de oro. Lysacek fue el segundo clasificado para la final del Grand Prix. En la final, ganó la medalla de oro al quedar segundo en el programa corto y primero en el programa libre. Fue el segundo estadounidense consecutivo en conseguir el título, después de la victoria de Jeremy Abbort el año anterior. En el Campeonato de EE. UU. de 2010, terminó segundo en el programa corto, tercero en el programa libre y segundo en la clasificación general, y se seleccionó para formar parte del equipo olímpico.
En los Juegos Olímpicos de 2010, Lysacek obtuvo 90,30 puntos en el programa corto, por lo que finalizó segundo lugar en este segmento de la competición. Ganó el programa libre con 167,37 puntos y el título olímpico con 257,67 puntos, por un estrecho margen de 1,31 puntos sobre el medallista de plata Evgeni Plushenko. Ningún patinador estadounidense había ganado la medalla de oro olímpica desde la victoria de Brian Boitano, en 1988.
Aunque también había sido seleccionado para el Campeonato Mundial, se retiró del equipo después de ganar en las olimpiadas.

#### 2010 al presente
Lysacek no compitió en la temporada 2010-2011 pero no anunció su retiro definitivo. En junio del 2011, fue seleccionado para competir en la serie del Grand Prix de 2011 en las competiciones Skate America y Trofeo Eric Bompard y volvió a entrenarse con Frank Carroll en Lake Arrowhead (California). En septiembre, declaró su objetivo de participar en los Juegos Olímpicos de 2014. En octubre, la Asociación de Estados Unidos de Patinaje Artístico sobre Hielo anunció que no competiría en el Skate America de 2011 por un desacuerdo financiero, lo cual Lysacek corroboró posteriormente: «No he podido llegar a un acuerdo con la U.S. Figure Skating para tener una plaza en el evento antes de la fecha límite». En noviembre, Lysacek confirmó que tampoco participaría en el Campeonato de EE. UU. en enero de 2012, pasando así también esta temporada sin competir.

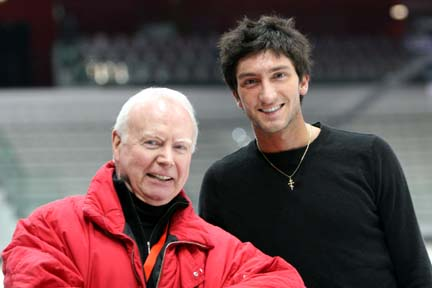
Lysacek, en la Final del Grand Prix de la temporada 2007/08, donde ganó la medalla de bronce. Le entrena Carroll desde junio del 2003

El 10 de agosto de 2012, La Asociación Estadounidense de Patinaje Artístico anunció que Lysacek competiría en el Skate America de 2012, pero el patinador se retiró de la competición a consecuencia de una lesión en la ingle. En noviembre Lysacek pasó por el quirófano para reparar un desgarro muscular en el abdomen, operación con un periodo de recuparación de seis semanas. En enero de 2013 se retiró del Campeonato Nacional estadounidense, alegando que necesitaba más tiempo para recuperar la forma física.

## Cambios de entrenador
Evan Lysacek se entrenó en sus inicios con Candice Brown en Naperville. Después, trabajó con Deborah Storey en Naperville y Addison durante tres años. Durante los dos años siguientes, acordó alternar su entrenamiento entre Addison, con Maria Jeżak-Athey, y Moscú, con Viktor Kudriavtsev. Kudriavtsev iría a Chicago durante parte del año para entrenarle, y Lysacek asistiría a los campamentos de verano de Kudriavtsev en Moscú y Flims. Cuando el acuerdo se tornó insostenible, Kudriavtsev le recomendó a Frank Carroll, que aceptó entrenarle con la condición de que Condemi sería su entrenador principal, por ser Timothy Goebel la responsabilidad principal de Carroll. Lysacek se mudó a El Segundo en junio del 2003. A partir de la temporada 2006/07 Carroll se convirtió en su único entrenador.
Lysacek también trabajó con otros entrenadores a lo largo de su carrera, como Oleg Epstein y Kurt Browing. La coreógrafa Lori Nichol compuso sus programas de la temporada 2007/08 y Tatiana Tarasova los de la temporada 2008/09. Nichol volvió a colaborar con él en la temporada 2009/10.

## Promociones y vida pública
Lysacek ayuda a varias organizaciones benéficas. Ha participado en Target—A Time for Heroes, una gala benéfica organizada por la «Elizabeth Glaser Pediatric AIDS Foundation». También colabora con el «Dana-Farber Cancer Institute». Comenzó a participar en el programa de promoción del patinaje Figure Skating in Harlem en 2006 y es un miembro de la directiva de la organización. Lysacek asistió a la gala benéfica de 2009 en Nueva York.
Lysacek es el portavoz de la marca Total Gym. Después de su victoria en el Campeonato Mundial de 2009, Lysacek comenzó a estar patrocinado por Coca-Cola, AT&T, y Ralph Lauren.

### Vestuario
A lo largo del tiempo Lysacek compitió en trajes diseñados por Christian Dior, Gianfranco Ferre, Alexander McQueen, y Vera Wang, una diseñadora estadounidense y antigua patinadora artística. Wang diseñó el falso esmoquin que Lysacek llevó tras la victoria en el Campeonato del Mundo de 2009. Lysacek y Wang también colaboraron para diseñar sus trajes para los Juegos Olímpicos de Invierno de 2010, además de los del resto de la temporada 2009/10.

### Dancing with the Stars
Lysacek fue uno de los concursantes en la temporada 10 de Dancing with the Stars, que se estrenó el 22 de marzo de 2010. Él y su pareja de baile Anna Trebunskaya llegaron a la final y obtuvieron el segundo puesto por detrás de Nicole Scherzinger y Derek Hough.

## Programas
| Temporada | Programa corto                                                             | Programa Libre                                                                             | Exhibición |
| --------- | -------------------------------------------------------------------------- | ------------------------------------------------------------------------------------------ | --- |
| 2009–10   | El pájaro de fuego de Igor Stravinsky                                      | Scheherazade de Nikolái Rimski-Kórsakov                                                    | Rhapsody in Blue de George Gershwin Around the World de Frank Sinatra Man in the Mirror de Michael Jackson                                                                                      |
| 2008–09   | Boléro de Maurice Ravel                                                    | Rhapsody in Blue de George Gershwin                                                        | Seven Nation Army de los White Stripes Harder, Better, Faster, Stronger de Daft Punk Stronger de Kanye West Billie Jean de Michael Jackson Wall to Wall de Chris Brown Waterworks de Almost Amy |
| 2007–08   | La Leyenda del Zorro y La máscara del Zorro Bandas sonoras de James Horner | Tosca de Giacomo Puccini                                                                   | Billie Jean de Michael Jackson Wall to Wall de Chris Brown Boston de Augustana Tosca (versión vocal) de Giacomo Puccini Ave Maria de Andrea Bocelli                                             |
| 2006–07   | Passion de The Last Temptation of Christ de Peter Gabriel                  | Carmen Suite & Carmen de Georges Bizet and Rodion Shchedrin                                | One de U2 Forever Young de Youth Group Ave Maria de Andrea Bocelli You Really Got Me de Van Halen Boston de Augustana I Need You Tonight de INXS                                                |
| 2005–06   | Vamos a Bailar by Gipsy Kings España cañí de Pascual Marquina              | Grease adaptada por Paul Rudolph Carmen Suite & Carmen de Georges Bizet y Rodion Shchedrin | Sway by Michael Bublé Time to Say Goodbye de Andrea Bocelli Run It! de Chris Brown Get Rhythm de Johnny Cash y Hound Dog de Elvis Presley                                                       |
| 2004–05   | España cañí by Pascual Marquina                                            | Singin' in the Rain de la Orquesta del MGM Studio                                          | Sway de Michael Bublé |
| 2003–04   | España cañí de Pascual Marquina                                            | Concierto para piano n.º 2 de Serguéi Rajmáninov                                           | Time to Say Goodbye de Andrea Bocelli |
| 2002–03   | España cañí de Pascual Marquina                                            | Drop Zone banda sonora de Drop Zone de Hans Zimmer                                         | Time to Say Goodbye de Andrea Bocelli Desert Rose de Sting |
| 2001–02   |                                                                            |                                                                                            | |
| 2000–01   |                                                                            | Las cuatro estaciones de Antonio Vivaldi                                                   | Let's Get Loud de Jennifer Lopez |
| 1999–00   | La Calle 42                                                                | Romeo y Juliet banda sonora de Romeo and Julieta de Nino Rota y André Rieu                 | |
| 1998–99   | Gypsy Kings medley                                                         | Romeo y Juliet banda sonora de Romeo y Julieta de Nino Rota y André Rieu                   | |
| 1997–98   |                                                                            | Dragon Soundtrack de Lalo Schifrin                                                         | |

## Resultados
| Evento                                                 | 1998/99                                  | 1999/00                                  | 2000/01                                  | 2001/02                                  | 2002/03                                  | 2003/04                                  | 2004/05                                  | 2005/06 | 2006/07 | 2007/08 | 2008/09 | 2009/10 |
| ------------------------------------------------------ | ---------------------------------------- | ---------------------------------------- | ---------------------------------------- | ---------------------------------------- | ---------------------------------------- | ---------------------------------------- | ---------------------------------------- | ------- | ------- | ------- | ------- | ------- |
| Juegos Olímpicos de Invierno                           |                                          |                                          |                                          |                                          |                                          |                                          |                                          | 4.º     |         |         |         | 1.º     |
| Campeonato del Mundo                                   |                                          |                                          |                                          |                                          |                                          |                                          | 3.º                                      | 3.º     | 5.º     |         | 1.º     |         |
| Campeonato de los Cuatro Continentes                   |                                          |                                          |                                          |                                          | 10.º                                     | 3.º                                      | 1.º                                      |         | 1.º     | 3.º     | 2.º     |         |
| Campeonato del Mundo Júnior                            |                                          |                                          | 2.º                                      |                                          | 2.º                                      | 2.º                                      |                                          |         |         |         |         |         |
| Campeontato de EE. UU.                                 | 1.º N.                                   | 1.º J.                                   | 12.º                                     | 12.º                                     | 7.º                                      | 5.º                                      | 3.º                                      | 2.º     | 1.º     | 1.º     | 3.º     | 2.º     |
| Final del Grand Prix de patinaje artístico sobre hielo |                                          |                                          |                                          |                                          |                                          |                                          |                                          |         | R       | 3.º     |         | 1.º     |
| Skate America                                          |                                          |                                          |                                          |                                          |                                          |                                          | 5.º                                      | 2.º     | 2.º     | 2.º     | 3.º     | 1.º     |
| Copa de China                                          |                                          |                                          |                                          |                                          |                                          |                                          |                                          |         | 1.º     | 2.º     |         | 2.º     |
| Skate Canada International                             |                                          |                                          |                                          |                                          |                                          |                                          |                                          |         |         |         | 3.º     |         |
| Trofeo NHK                                             |                                          |                                          |                                          |                                          |                                          |                                          |                                          | 2.º     |         |         |         |         |
| Copa de Rusia                                          |                                          |                                          |                                          |                                          |                                          |                                          | 5.º                                      |         |         |         |         |         |
| Junior Grand Prix Final                                |                                          |                                          | 8.º                                      |                                          | 5.º                                      | 1.º                                      |                                          |         |         |         |         |         |
| Junior Grand Prix, Croatia                             |                                          |                                          |                                          |                                          |                                          | 1.º                                      |                                          |         |         |         |         |         |
| Junior Grand Prix, Japan                               |                                          |                                          |                                          |                                          |                                          | 1.º                                      |                                          |         |         |         |         |         |
| Junior Grand Prix, Canada                              |                                          | 7.º                                      |                                          |                                          | 2.º                                      |                                          |                                          |         |         |         |         |         |
| Junior Grand Prix, France                              |                                          |                                          |                                          |                                          | 2.º                                      |                                          |                                          |         |         |         |         |         |
| Junior Grand Prix, Norway                              |                                          |                                          | 2.º                                      |                                          |                                          |                                          |                                          |         |         |         |         |         |
| Junior Grand Prix, Germany                             |                                          |                                          | 2.º                                      |                                          |                                          |                                          |                                          |         |         |         |         |         |
| Junior Grand Prix, Sweden                              |                                          | 1.º                                      |                                          |                                          |                                          |                                          |                                          |         |         |         |         |         |
| Gardena Spring Trophy                                  |                                          | 2.º J.                                   |                                          |                                          |                                          |                                          |                                          |         |         |         |         |         |
| Triglav Trophy                                         |                                          |                                          |                                          | 1.º J.                                   |                                          |                                          |                                          |         |         |         |         |         |
| Midwestern Sectionals                                  | 2.º N.                                   | 2.º J.                                   | 3.º                                      | 2.º                                      | 1.º                                      |                                          |                                          |         |         |         |         |         |
| Upper Great Lakes Regionals                            | 2.º N.                                   |                                          |                                          | R                                        | 1.º                                      |                                          |                                          |         |         |         |         |         |
| N = Novato \| J = Junior \| R = Retirada               | N = Novato \| J = Junior \| R = Retirada | N = Novato \| J = Junior \| R = Retirada | N = Novato \| J = Junior \| R = Retirada | N = Novato \| J = Junior \| R = Retirada | N = Novato \| J = Junior \| R = Retirada | N = Novato \| J = Junior \| R = Retirada | N = Novato \| J = Junior \| R = Retirada | Fuente  | Fuente  | Fuente  | Fuente  | Fuente  |